# Dževad Karahasan
Dževad Karahasan (25. ledna 1953, Duvno, Jugoslávie – 19. května 2023, Štýrský Hradec, Rakousko) byl bosenskohercegovský dramatik, esejista, romanopisec a pedagog bosňáckého původu.

## Život
V rodném městě navštěvoval základní školu a gymnázium. Roku 1976 dokončil studium srovnávací literatury a divadelní vědy na Filozofické fakultě v Univerzity Sarajevu. Doktorát získal roku 1986 na Univerzitě v Záhřebu, kde obhájil práci s názvem Dramaturški modeli u Glembajevskom ciklusu (Dramaturgické modely v Glembayovském cyklu).
Profesní kariéru zahájil na pozici dramaturga Bosenského národního divadla v Zenici, kde působil v letech 1976–1977, nato vyučoval na Akademii scénických umění v Sarajevu. Dlouhá léta pracoval jako redaktor v kulturním časopisu Odjek (Ohlas) a šéfredaktor literárního časopisu Izraz (Výraz). Do jeho života tragicky válka v Bosně a Hercegovině, během níž uprchl ze země.
Od roku 1993 se zdržoval převážně v rakouském Štýrském Hradci, kde mimo jiné pracoval jako dramaturg v divadelní společnosti ARBOS – Gesellschaft für Musik und Theater. Opakovaně přednášel na univerzitách v Salcburku, Innsbrucku, Berlíně a Göttingenu. V roce 2012 obdržel prestižní Goetheho medaili, ocenění města Frankfurt nad Mohanem za kulturní přínos. V letech 2014–2018 zastával post předsedy Spolku spisovatelů Bosny a Hercegoviny. Roku 2008 se stal tzv. domácím členem Akademie věd a umění Bosny a Hercegoviny, roku 2012 pak členem dopisujícím a konečně roku 2018 řádným. Od roku 2013 byl také členem Německé akademie jazyka a literatury.
Karahasan se od počátku své umělecké dráhy profiloval jako dramatik, ale větší slávu mu přinesla prozaická tvorba. Nicméně ani v emigraci na divadlo nezanevřel a ve spolupráci se společností ARBOS představil své hry na různých scénách. Jeho drama Al-Mukaffa (al-Muqaffaʿ) mělo světovou premiéru v roce 1994 ve vídeňském divadle Akzent a Der Gesang der Narren von Europa (Píseň bláznů Evropy) téhož roku v salcburském Künstlerhaus. Der entrückte Engel (Samotářský anděl) byl uveden v roce 1995 na Dunajském festivalu v Kremži, Die Fremden (Cizinci) roku 2001 ve vídeňském Theater des Augenblicks a konečně Prinzip Gabriel v roce 2014 ve vídeňském Schauspielhaus.
Do povědomí čtenářského publika Karahsan vstoupil historizujícím románem Istočni diwan (Východní díwán, Sarajevo 1989) a následně rozsáhlejšími prózami Šahrijarov prsten (Šahrijárův prsten, Sarajevo 1994), Noćno vijeće (Noční sněm, 2005) a trilogií Što pepeo priča (O čem vypráví popel, vycházela 2012–2016).
Jeho díla byla přeložena do řady evropských jazyků, hlavně němčiny, nechybí mezi nimi ale ani čeština. U příležitosti Měsíce Bosny a Hercegoviny v České republice v roce 1995 vyšel jeho Dnevnik selidbe (Deník stěhování, česky jako Loučení se Sarajevem).
Dževad Karahasan zemřel 19. května 2023 ve Štýrském Hradci, kde po dvouleté neúspěšné léčbě podlehl rakovině. Dne 26. května 2023 se na jeho počest uskutečnila zádušní mše v areálu Ali-pašiho mešity v Sarajevu, kam byly následně uloženy i jeho tělesné ostatky.
Jeho manželkou byla Dragana Tomaševićová (* 1958), spisovatelka, literární kritička a novinářka.

## Dílo
- Kazalište i kritika (Divadlo a kritika, Sarajevo 1980), kniha esejí
- Kraljevske legende (Královské legendy, Sarajevo 1980), německy: Königslegenden (Berlin 1996)
- Kralju ipak ne sviđa se gluma (Král přece jen nemiluje herectví, Sarajevo 1983), drama
- Strašno je vani (Venku je hrozně, Sarajevo 1984)
- O jeziku i strahu (O jazyku a strachu, Sarajevo 1987 a 2007), kniha esejí
- Model u dramaturgiji (Model v dramaturgii, Zagreb 1988)
- Istočni diwan (Východní díwán, Sarajevo 1989, 1991, 1999, 2000, 2007 a 2015, Klagenfurt = Celovec 1994 a 2004), román, německy: Der östliche Divan (Klagenfurt-Celovec 1994), slovensky: Východný díwán (Bratislava 2007), maďarsky: Keleti díván (Pozsony 2007)
- Misionari (Misionáři, Sarajevo 1989 a 2013), dvě dramata
- Stidna žitija (Plaché životy, Novi Sad 1989), román
- Stid nedjeljom (Nedělní stud, Zagreb 1991)
- Kuća za umorne (Dům pro znavené, Zagreb 1993, Sarajevo 2004, Banja Luka 2014 a 2015)
- Dnevnik selidbe (Deník stěhování, Zagreb 1993 a 1995, Sarajevo 2010), novela, německy: Tagebuch der Aussiedlung (Klagenfurt-Salzburg 1993) a Tagebuch der Übersiedlung (Sarajevo 2019), anglicky: Sarajevo, exodus of a city (New York 1994, Sarajevo 2010), francouzsky: Un déménagement (Paris 1994, Sarajevo 2017), česky: Loučení se Sarajevem (Praha 1995), italsky: Il centro del mondo: Sarajevo, esilio di una città (Milano 1995) a Sarajevo centro del mondo: diario di un trasloco (Lugano 2012, Sarajevo 2017)
- Povučeni anđeo / Der entrückte Engel (Samotářský anděl, Klagenfurt–Salzburg–Wien 1995), bosensko-německé vydání
- Al-Mukaffa; Teildramatisierung aus dem Roman "Der östliche Divan" (Al-Muqaffaʿ; Dramatizace románu Východní díwán, Klagenfurt–Salzburg 1994), drama
- Šahrijarov prsten (Šahrijárův prsten, Sarajevo 1994, 2007 a 2011), román, francouzsky: L'âge de sable (Paris 2000)
- Koncert ptica / Das Konzert der Vögel (Koncert ptáků, Klagenfurt–Wien 1997), drama, bosensko-německé vydání
- Dosadna razmatranja (Nudné úvahy, Zagreb 1997), eseje
- Sara i Serafina (Sara a Serafina, Zagreb 1999, Beograd 2004, Sarajevo 2007), román, německy: Sara und Serafina (Berlin 2000)
- Formen des Lebens (Formy života, německy, Wien 1999)
- Die Fragen zum Kalender: Texte, Essays, Reden (Otázka spjaté s kalendářem: texty, eseje, projevy, německy, Wien 1999)
- Knjiga vrtova; O jeziku i strahu (Kniha zahrad; O jazyku a strachu, Zagreb 2002), dvě knihy esejí v jednom
- Knjiga vrtova (Kniha zahrad, Sarajevo 2004 a 2008), kniha esejí samostatně, německy: Das Buch der Gärten: Grenzgänge zwischen Islam und Christentum (Frankfurt am Main 2002)
- Dnevnik melankolije (Deník melancholie, Zenica 2004, 2021), eseje
- Noćno vijeće (Noční sněm, Zagreb 2005, Sarajevo 2007), román, německy: Der nächtliche Rat (Frankfurt am Main 2006), anglicky: Night council (Sarajevo 2017)
- Dževad Karahasan – izabrana djela (Dževad Karahasan – vybrané spisy: Istočni diwan, Šahrijarov prsten, Sara i Serafina, Noćno vijeće, Sarajevo 2007, 4 sv.)
- Na rubu pustinje / Am Rande der Wüste (Na kraji pouště, Sarajevo 2006), pohádky, bosensko-německé vydání
- Izvještaji iz tamnog vilajeta (Zagreb 2007, Sarajevo 2007), německy: Berichte aus der dunklen Welt (Frankfurt am Main 2007)
- Die Schatten der Städte (Stíny měst, německy, Frankfurt am Main 2010), eseje
- Sarajevo – četiri godišnja doba (Sarajevo – čtyři roční období, ed. Dragana Tomašević, Sarajevo 2011, 2017)
- Sjeme smrti (Sémě smrti, Sarajevo 2012 a 2013), román
- Sarajevo: il libro dell'assedio (Sarajevo: kniha obležení, italsky, Lugano 2012), antologie
- Što pepeo priča (Sjeme smrti, Utjeha noćnog neba, Miris straha) (O čem vypráví popel, Sarajevo 2016, Novi Sad 2016), románová trilogie, německy: Der Trost des Nachthimmels (Berlin 2016)
- Nedoumice (Pochyby, Zagreb 2017)
- Iz tame svijeta (Ze tmy světa, Sarajevo–Záhřeb 2018), soubor povídek
- Izabrana djela Dževada Karahasana (Vybrané spisy Dževada Karahasana: Šahrijarov prsten, Istočni diwan, Što pepeo priča, Sara i Serafina, Noćno vijeće, Knjiga vrtova+O jeziku i strahu, Dnevnik selidbe, Kuća za umorne: pjesme o ljubavi u smrti, Izvještaji iz tamnog vilajeta, Kraljevske legende, Sarajevo 2019, 10 sv.)
- Uvod u lebdenje (Úvod do levitace, Sarajevo 2022), román